# Guillermo Franco
Guillermo Luis Franco Farcuason (Corrientes, Argentina, 3 de novembro de 1976) é um ex-futebolista argentino, naturalizado mexicano.

## Carreira
É atacante e entre 2006 e 2009 jogou no Villarreal CF, de onde foi dispensado por deficiência técnica ao final da temporada 2008/2009. Também já jogou pelo San Lorenzo e pelo CF Monterrey.
Antes do início da temporada 2009/2010, foi contratado pelo West Ham United, mas ao término de seu contrato não houve acerto com o clube inglês e Franco acertou com o clube argentino Vélez Sársfield.
No dia 14 de Setembro de 2012, Franco assinou com Chicago Fire.
Anunciou sua aposentadoria em 29 de janeiro de 2013.

## Seleção nacional
Decidiu jogar pela Seleção Mexicana na época em que jogou no CF Monterrey do México. Como não tinha oportunidades na Seleção Argentina obteve a cidadania mexicana.
Pelo México foi convocado pela primeira vez em 2005 e participou da Copa do Mundo FIFA de 2006 e 2010.